# Crime of the Century (chanson)
Pistes de Crime of the Century
If Everyone Was Listening
Crime of the Century est la chanson thème de l'album du même nom, du groupe de rock progressif Supertramp, paru en 1974. Au départ composée par Rick Davies, elle fut, comme la plupart des chansons du groupe, créditée Davies/Hodgson. De courte durée au niveau des paroles, l'essentiel de la chanson se trouve dans un gimmick de piano introduit par un solo de guitare, et surtout dans la longue finale bâtie sur un irrésistible crescendo dramatique, marqué par le thème obsédant de Rick Davies au piano et par le saxophone de John Helliwell, rythmé par les notes de batterie entrainantes et sublimes de Bob Siebenberg, le tout se terminant par un long fade-out, bouclant la boucle avec les notes d'harmonica qui lancent l'album dans la chanson School.

## Musiciens
- Rick Davies : chant principal, chœurs, piano acoustique, orgue Hammond, synthétiseur
- Roger Hodgson : guitare électrique
- John Helliwell : saxophone ténor, chœurs
- Dougie Thomson : basse, chœurs
- Bob Siebenberg : batterie
- Ken Scott (non-crédité) : gong d'eau

## Anecdotes
Cette chanson est utilisée tout au long de l'épisode 'Jack Braun' de la série policière allemande Le Renard (Saison 1, épisode 3).